# Isla Deceit
La isla Deceit es una pequeña isla de Chile perteneciente a la parte sudoriental del archipiélago de Tierra del Fuego, en el extremo austral de América del Sur. 

## Características

La isla Deceit, al este del archipiélago de las islas Hermite.

La isla Deceit es un territorio insular, en forma de media luna, situado en el sector sudeste del archipiélago de Tierra del Fuego, en la porción oriental del archipiélago de las islas Hermite. Administrativamente, forma parte de la provincia Antártica Chilena, en la Región de Magallanes y de la Antártica Chilena. Se ubica dentro del parque nacional Cabo de Hornos y de la «Reserva de Biosfera Cabo de Hornos». Forma parte, junto con otros grupos insulares, del tramo de islas orientadas hacia el Atlántico en el trecho en bordure entre el sector sudeste de la isla Grande de Tierra del Fuego y la isla Hornos. Posee un clima oceánico subpolar, frío y húmedo todo el año, con fuertes vientos, generalmente del cuadrante oeste. Presenta costas escarpadas, golpeadas por las olas del mar de la Zona Austral. Su altura máxima es de 416 m s. n. m. Su largo es de 11 km y su ancho máximo es de 5,6 km. El centro de la isla se encuentra en las coordenadas: 55°51'41.80"S 67°08'31.09"O.  

### Accidentes geográficos
Al oeste se encuentra la isla Herschel, de la cual está separada por el paso Mar del Sur, el cual presenta en su sector austral un minúsculo grupo insular denominado islotes Carrasco. Al sudoeste, la isla Hornos. Al sudeste el cabo Deceit apunta hacia las aguas abiertas del Atlántico; de dicha punta se desprende roqueríos denominados islotes Deceit, pero también conocidos como «Los Dientes de Deceit» o «Las Garras de Deceit». Esos islotes, aunque menos meridionales que el cabo de Hornos, desde el mar son más impresionantes, sobre todo con fuertes vientos y mar gruesa. Hacia el este las costas de la isla conforman una bahía, en donde se hallan la punta Peñaranda —al sur—, la caleta Toledo —en el centro—, y la punta Mayer —al norte—. Inmediatamente al norte de esta última señala el extremo noreste de la isla el cabo Austin. A la latitud de ese cabo, en dirección este, se encuentran las islas Barnevelt, mientras que hacia el noroeste de él se sitúa la isla Freycinet, separada de Deceit por la bahía Arquistade.

### Asignación oceánica
La ubicación oceánica de la isla Deceit fue objeto de debate. Según la Argentina es una isla atlántica al estar al este de la longitud fijada por el cabo de Hornos. En cambio, según la tesis denominada Delimitación natural entre los océanos Pacífico y Atlántico Sur por el arco de las Antillas Australes, se incluye en el océano Pacífico Sur; esta teoría, es la postulada como oficial por Chile, el país poseedor de su soberanía. La opinión de la OHI parece concordar con la argumentación argentina.

## Historia
La soberanía de la isla Deceit fue reclamada por la Argentina como parte de la disputa limítrofe denominada Conflicto del Beagle, hasta la resolución del diferendo en 1984 con la firma del Tratado de Paz y Amistad entre la Argentina y Chile, donde esta isla quedó definitivamente dentro del área reconocida como de soberanía chilena.
Como legado de la disputa han quedado en la isla Deceit dos campos sembrados con minas antipersonales instalados por la Armada de Chile para impedir la invasión argentina de las islas durante la abortada Operación Soberanía y la Operación Rosario que tras la toma de las Malvinas pretendía tomar las islas al sur del Beagle.
Al 20 de noviembre de 2019, 500 minas antipersonales han sido desactivadas por funcionarios del Ejército de Chile, en su mayoría por la Compañía Desminado Humanitario de Punta Arenas.